# Catocala indecorata
Catocala indecorata là một loài bướm đêm trong họ Erebidae.